# Cristian Raileanu
Cristian Raileanu, né le 24 janvier 1993 à Bălți, est un coureur cycliste roumain d'origine moldave. 

## Palmarès et résultats

### Palmarès sur route
- 2012
  - 3e de la Coppa Messapica
- 2013
  - 3e du championnat de Moldavie du contre-la-montre espoirs
  - 3e du Trofeo San Serafino
- 2014
  - Grand Prix de la ville de Montegranaro
  - 2e du championnat de Moldavie du contre-la-montre
  - 3e du championnat de Moldavie sur route
  - 3e du Mémorial Guido Zamperioli
  - 3e du Trofeo San Serafino
- 2015
  -  Champion de Moldavie sur route espoirs
  - Mémorial Guido Zamperioli
  - Trofeo SS Addolorata
  - 2e du championnat de Moldavie sur route
  - 2e du championnat de Moldavie du contre-la-montre espoirs
  - 2e du Trophée de la ville de Conegliano
  - 3e du championnat de Moldavie du contre-la-montre
  - 3e du Trofeo Figros
  - 3e du Grand Prix de la ville de Montegranaro
  - 3e de la Ruota d'Oro
- 2016
  -  Champion de Moldavie sur route
  - Trofeo Gruppo Meccaniche Luciani
  - Medaglia d'Oro Frare De Nardi
  - Mémorial Guido Zamperioli
  - Trofeo SS Addolorata
  - 2e du Trofeo Castelnuovo Val di Cecina
  - 2e du Grand Prix de la ville de Montegranaro
  - 2e du Trophée de la ville de Conegliano
  - 2e de la Coppa Città di San Daniele
  - 3e de La Bolghera
- 2017
  - 3ea étape du Tour de Szeklerland
  - 3e du championnat de Moldavie sur route
- 2018
  - Tour de Cartier : 
    - Classement général
    - 2e étape

  - 2e du Tour d'Antalya
  - 2e du Tour de Mésopotamie
  - 3e du North Cyprus Cycling Tour
  - 3e du Tour de Serbie
  - 3e du championnat de Moldavie sur route
- 2019
  -  Champion de Moldavie sur route
  -  Champion de Moldavie du contre-la-montre
  - 2e étape du Tour de Iskandar Johor
  - 4e étape du Tour de Taiyuan
  - 5e étape du Tour de la Péninsule
  - 4e étape du Tour de Singkarak
  - 2e du Tour d'Iran - Azerbaïdjan
  - 2e du Tour de Singkarak
  - 3e du Tour de Iskandar Johor
- 2020
  -  Champion de Moldavie sur route
  -  Champion de Moldavie du contre-la-montre
- 2021
  -  Champion de Moldavie du contre-la-montre
  - 2e du championnat de Moldavie sur route
- 2022
  - 1re étape de la Ziridava Road Race (contre-la-montre)
  - 4e étape du Tour de Szeklerland
  - Turul Vrancei
  - 2e du Tour d'Albanie
  - 2e du Tour de Roumanie
  - 3e du championnat de Roumanie du contre-la-montre
- 2023
  - 1re étape du Turului Colinelor Bacău
  - Ziridava Road Race :
    - Classement général
    - 1re étape (contre-la-montre)

  - 3e étape du Tour de Szeklerland
  - 2e du Tour d'Albanie
  - 3e du Tour de Szeklerland
- 2024
  -  Champion de Roumanie du contre-la-montre
  - Turul Colinelor :
    - Classement général
    - 2e étape

  - 3e du championnat de Roumanie sur route
  - 3e du Tour de Roumanie
- 2025
  - Champion des Balkans sur route
  - Ziridava Road Race :
    - Classement général
    - 1re étape

  - 2e du Tour de Hainan
  - 2e du championnat de Roumanie du contre-la-montre

### Classements mondiaux
| Année                                 | 2012 | 2013 | 2014 | 2015 | 2016  | 2017 | 2018 | 2019 | 2020 | 2021 | 2022 | 2023 | 2024 |
| ------------------------------------- | ---- | ---- | ---- | ---- | ----- | ---- | ---- | ---- | ---- | ---- | ---- | ---- | ---- |
| Classement mondial                    |      |      |      |      | 1228e | 500e | 383e | 269e | 187e | 855e | 347e | 431e | 325e |
| UCI Europe Tour                       | 556e | 783e | 399e | 328e | 844e  | 285e | 208e | 220e | 154e | 660e | 277e | nc   | nc   |
| UCI Asia Tour                         | nc   | nc   | nc   | nc   | nc    | 453e | 583e |      |      |      |      |      |      |
|                                       |      |      |      |      |       |      |      |      |      |      |      |      |      |
| Légende : nc = non classéSource : UCI |      |      |      |      |       |      |      |      |      |      |      |      |      |

### Palmarès en VTT
- 2013
  -  Champion de Moldavie de cross-country